# ばいばいサラダ
『ばいばいサラダ』は、響理奈による日本の漫画作品。

## 概要
『なかよし』（講談社）において、1988年から1989年まで連載された。

## 書誌情報
響理奈 『ばいばいサラダ』 講談社〈講談社コミックスなかよし〉、全1巻
- 1巻、1989年2月6日発行、ISBN 4-06-178630-X